# American Falls
American Falls – miasto w Stanach Zjednoczonych, w stanie Idaho, siedziba administracyjna hrabstwa Power.